# Список населённых пунктов Чудовского района Новгородской области
Список населённых пунктов Чудовского муниципального района Новгородской области
| Вид                 | Наименование        | муниципальное образование       |
| ------------------- | ------------------- | ------------------------------- |
| деревня             | Арефино             | Трегубовское сельское поселение |
| деревня             | Беглово             | Грузинское сельское поселение   |
| деревня             | Березеево           | Грузинское сельское поселение   |
| деревня             | Берёзовец           | Грузинское сельское поселение   |
| деревня             | Большая Отока       | Грузинское сельское поселение   |
| деревня             | Большое Опочивалово | Трегубовское сельское поселение |
| деревня             | Буреги              | Трегубовское сельское поселение |
| деревня             | Велья               | Грузинское сельское поселение   |
| деревня             | Вергежа             | Трегубовское сельское поселение |
| посёлок при станции | Водос               | Успенское сельское поселение    |
| деревня             | Водосье             | Успенское сельское поселение    |
| посёлок при станции | Волхов Мост         | Успенское сельское поселение    |
| посёлок при станции | Волхово             | Успенское сельское поселение    |
| деревня             | Высокое             | Трегубовское сельское поселение |
| деревня             | Вяжищи              | Трегубовское сельское поселение |
| деревня             | Гачево              | Грузинское сельское поселение   |
| деревня             | Гладь               | Грузинское сельское поселение   |
| деревня             | Глушица             | Трегубовское сельское поселение |
| деревня             | Горка               | Грузинское сельское поселение   |
| село                | Грузино             | Грузинское сельское поселение   |
| деревня             | Деделёво            | Успенское сельское поселение    |
| деревня             | Дерева              | Грузинское сельское поселение   |
| деревня             | Дмитровка           | Успенское сельское поселение    |
| деревня             | Дубовицы            | Трегубовское сельское поселение |
| посёлок при станции | Дубцы               | Грузинское сельское поселение   |
| деревня             | Ефремово            | Грузинское сельское поселение   |
| деревня             | Зеленцы             | Успенское сельское поселение    |
| посёлок при станции | Зеленцы             | Успенское сельское поселение    |
| деревня             | Зуево               | Успенское сельское поселение    |
| деревня             | Иваньково           | Успенское сельское поселение    |
| деревня             | Каменная Мельница   | Трегубовское сельское поселение |
| деревня             | Карловка            | Успенское сельское поселение    |
| деревня             | Кипрово             | Трегубовское сельское поселение |
| деревня             | Коломно             | Трегубовское сельское поселение |
| деревня             | Корпово             | Успенское сельское поселение    |
| деревня             | Кочково             | Успенское сельское поселение    |
| рабочий посёлок     | Краснофарфорный     | Грузинское сельское поселение   |
| деревня             | Красный Посёлок     | Трегубовское сельское поселение |
| деревня             | Круг                | Грузинское сельское поселение   |
| деревня             | Крутиха             | Грузинское сельское поселение   |
| деревня             | Кузино              | Трегубовское сельское поселение |
| деревня             | Курников Остров     | Успенское сельское поселение    |
| деревня             | Лезно               | Успенское сельское поселение    |
| деревня             | Лука-2              | Успенское сельское поселение    |
| деревня             | Марьино             | Успенское сельское поселение    |
| деревня             | Маслено             | Трегубовское сельское поселение |
| деревня             | Мелехово            | Грузинское сельское поселение   |
| деревня             | Мелеховская         | Грузинское сельское поселение   |
| деревня             | Мостки              | Трегубовское сельское поселение |
| деревня             | Муратово            | Грузинское сельское поселение   |
| деревня             | Некшино             | Грузинское сельское поселение   |
| деревня             | Нечанье             | Успенское сельское поселение    |
| деревня             | Новая               | Грузинское сельское поселение   |
| деревня             | Новая Деревня       | Грузинское сельское поселение   |
| деревня             | Облучье             | Грузинское сельское поселение   |
| деревня             | Опалёво             | Грузинское сельское поселение   |
| село                | Оскуй               | Грузинское сельское поселение   |
| деревня             | Переход             | Грузинское сельское поселение   |
| деревня             | Пертечно            | Успенское сельское поселение    |
| деревня             | Покровское          | Грузинское сельское поселение   |
| деревня             | Придорожная         | Успенское сельское поселение    |
| деревня             | Радищево            | Трегубовское сельское поселение |
| деревня             | Рогачи              | Грузинское сельское поселение   |
| деревня             | Селищи              | Трегубовское сельское поселение |
| деревня             | Серебряницы         | Грузинское сельское поселение   |
| деревня             | Слобода             | Успенское сельское поселение    |
| деревня             | Спасская Полисть    | Трегубовское сельское поселение |
| посёлок при станции | Спасская Полисть    | Трегубовское сельское поселение |
| деревня             | Стеремно            | Грузинское сельское поселение   |
| деревня             | Суворовка           | Грузинское сельское поселение   |
| деревня             | Сябреницы           | Успенское сельское поселение    |
| деревня             | Торфяное            | Успенское сельское поселение    |
| посёлок при станции | Торфяное            | Успенское сельское поселение    |
| деревня             | Трегубово           | Трегубовское сельское поселение |
| деревня             | Тушино              | Успенское сельское поселение    |
| село                | Успенское           | Успенское сельское поселение    |
| деревня             | Филиппово           | Грузинское сельское поселение   |
| деревня             | Черницы             | Грузинское сельское поселение   |
| город               | Чудово              | Чудовское городское поселение   |
| посёлок при станции | Чудово-3            | Успенское сельское поселение    |
| деревня             | Шарья               | Грузинское сельское поселение   |
| деревня             | Щетино              | Грузинское сельское поселение   |
| деревня             | Юршево              | Грузинское сельское поселение   |